# Dispersie (mengsel)
Een dispersie is een mengsel waarbij een stof fijn verdeeld is in een andere stof. Voorbeelden zijn colloïden, emulsies, suspensies en rook (zie tabel). Het maken van een dispersie wordt dispergeren genoemd. Een dispersie is door lichtverstrooiing vaak melkachtig van kleur.
Hier zien we een gedispergeerde stof (linker kolom) in een dispersiemiddel:
|           | Vast        | Vloeibaar | Gas   |
| Vast      | composiet   | suspensie | rook  |
| Vloeibaar | suspensie   | emulsie   | nevel |
| Gas       | vast schuim | schuim    | -     |

## Verf
In de verftechnologie is een dispersie het mengsel van bindmiddel met een vaste of vloeibare stof in de vloeistof. Deze vloeistof is meestal water, terwijl de gedispergeerde stof (o.a. pigment) in zeer kleine bolletjes is verdeeld, maar niet is opgelost.

### Latex
De dispersies worden veelal in latex-muurverven toegepast, deze kunnen dan ook met water verdund worden.